# Another Level
Another Level foi uma boy band inglesa de soul e R&B ativo entre os anos de 1997 à 2000, consistindo de Mark Baron, Dane Bowers, Bobak Kianoush e Wayne Williams. Eles alcançaram sete singles no top 10, incluindo o número um de 1998 "Freak Me". Também são conhecidos pelo single "Be Alone No More", que teve a participação de Jay-Z.
Em 2013, a banda estava prestes a se reunir para o documentário ITV2, The Big Reunion, no entanto, Williams e Baron optaram por não participar do show. Bowers é o único membro a participar do show quando se juntou ao supergrupo 5th Story junto com Kenzie do Blazin 'Squad e os ex-solistas Adam Rickitt, Kavana e Gareth Gates. 

## Carreira

### Formação e início de carreira (1994-2000)
Dane Bowers e Wayne Williams eram alunos da BRIT School of Performing Arts & Technology no bairro londrino de Croydon quando foram descobertos. Williams se matriculou na escola em 1995, enquanto Bowers estava no ano seguinte, mas começou em 1994.
O Another Level foi originalmente concebido por Nick Raphael e Christian Tattersfield para seu novo projeto de gravadora Northwestside Records, uma sub-gravadora da BMG no Reino Unido que também assinou com a gravadora do rapper americano Jay-Z, Roc-A-Fella Records, em 1998. Devido à posição de Northwestside como uma gravadora de mercado urbano, várias estrelas do R&B e do hip hop participaram das canções de Another Level. Entre eles estavam Jay-Z, Ghostface Killah e TQ, entre outros.
Another Level teve sete singles no Top 40 em dois anos, incluindo o UK Singles Chart em 1998, "Freak Me" (um cover do hit de 1993 do grupo americano Silk), e um álbum de estreia homônimo que vendeu platina.
Seguiu-se o Nexus, que vendeu ouro em 1999, junto com as indicações ao BRIT Awards e a abertura da turnê europeia de Janet Jackson. Em junho de 2000, o grupo se separou depois que Kianoush e Williams deixaram o grupo em 1999.

### The Big Reunion (2013)
Em 27 de agosto de 2013, o Another Level estava prestes a se inscrever para o documentário da ITV2, The Big Reunion, mas Williams anunciou que não iria participar. Em uma entrevista à MTV UK, ele disse: 
| “ | Decidi não participar do The Big Reunion porque não me pareceria certo... Estou em um espaço totalmente diferente em minha vida e não sinto necessidade de olhar para trás. | ” |

 Além disso, Baron, que agora trabalha para a empresa de Alan Sugar, Amsprop, foi forçado a desistir devido ao Sugar não permitir que ele se afastasse do trabalho. Bowers disse ao Daily Star: 
| “ | Another Level deveria fazer isso, mas Mark disse que não podia por causa do trabalho. Ele é casado com a filha de Alan Sugar e trabalha para ele. Você não diz não para Alan Sugar. Fiquei um pouco chateado porque ele desistiu bem no final. Certamente ele saberia antes. Mas sua perda é meu ganho. | ” |

 Bowers foi o único membro a participar do show quando se juntou ao supergrupo 5th Story junto com Kenzie do Blazin 'Squad e os ex-solistas Adam Rickitt, Kavana e Gareth Gates. 

## Ex-integrantes
- Dane Bowers (1995-2000)
- Mark Baron (1995-2000)
- Bobak Kianoush (1995-2000)
- Wayne Williams (1995-2000)

## Discografia

### Álbuns de estúdio
- Another Level (1998)
- Nexus (1999)

### Álbuns de compilação
- From the Heart (2002)
- Love Songs (2002)

### Singles
- 1998 - "Be Alone No More"
- 1998 - "Freak Me"
- 1998 - "Guess I Was a Fool"
- 1999 - "I Want You for Myself" (feat. Ghostface Killah)
- 1999 - "Be Alone No More (Remix)" (feat. Jay-Z)/ "Holding Back the Years"
- 1999 - "From the Heart"
- 1999 - "Summertime" (feat. TQ)
- 1999 - "Bomb Diggy"